# Métropole orthodoxe grecque d'Espagne et du Portugal
La métropole orthodoxe grecque d'Espagne et du Portugal (grec moderne : Μητρόπολη Ισπανίας και Πορτογαλίας) est une juridiction de l'Église orthodoxe dans la péninsule Ibérique dont le siège est à Madrid en Espagne et rattachée canoniquement au Patriarcat œcuménique de Constantinople. Le primat porte le titre de Métropolite d'Espagne et du Portugal.